# Philip Slone
Philip Slone (20 de gener de 1907 - 4 de novembre de 2003) fou un futbolista estatunidenc. Va formar part de l'equip estatunidenc a la Copa del Món de 1930.